# Beasley (Texas)
Beasley (bis 1898 Dyer) ist eine Kleinstadt (City) im Fort Bend County im Südosten des Bundesstaats Texas in den Vereinigten Staaten.

## Lage
Beasley liegt im südöstlichen Teil des Fort Bend County, rund zwölf Kilometer südwestlich von Rosenberg. Die Stadt gehört zur Metropolregion Greater Houston, das Stadtzentrum von Houston liegt rund 60 Kilometer nordöstlich von Beasley. Benachbart gelegene Städte sind neben Rosenberg noch Pleak im Osten, Needville im Südosten, Kendleton im Südwesten und Tavener im Nordwesten.
Beasley liegt am als Ortsumgehung um die Stadt herum führenden U.S. Highway 59, dieser wird rund sieben Kilometer nordöstlich von Beasley zum Interstate 69. Durch den Ort führen der Loop 540 und eine Bahnstrecke der Southern Pacific Railroad.

## Geschichte
Das Dorf Beasley wurde Mitte der 1890er-Jahre von dem Unternehmer und Banker Cecil A. Beasley aus Richmond gegründet, nachdem die Strecke der Galveston, Harrisburg and San Antonio Railway dorthin verlängert wurde. Die Siedlung erhielt zunächst den Namen Dyer, benannt nach Beasleys Verlobten Isabel Dyer. Im Jahr 1898 erhielt Dyer eine Poststation, um Verwechslungen mit einer anderen Stadt gleichen Namens zu verhindern, wurde das Dorf daraufhin in Beasley umbenannt.
1902 erfolgte die Gründung einer Dorfschule, die Anfangs von nur acht Schülern besucht wurde. Ab 1910 begann die Stern and Stern Land Company aus Kansas City Grundstücke in der Umgebung von Beasley zu verkaufen. Im gleichen Jahr wurde im Schulhaus von Beasley das erste Mal ein evangelisch-lutherischer Gottesdienst gehalten. Bis 1914 entstanden in dem Dorf eine lutherische und eine baptistische Kirche, eine Bank, ein Hotel, ein Sägewerk, zwei Wollspinnereien, drei Gemischtwarengeschäfte und eine Anbindung an das Telefonnetz, zu diesem Zeitpunkt hatte Beasley 325 Einwohner. Im Februar 1918 gründete sich in Beasley die Evangelisch-Lutherische Hoffnungs Gemeinde, eine Kirchengemeinde, in der zweimal monatlich Gottesdienste sowohl in deutscher als auch in englischer Sprache gehalten wurden. In den 1920er-Jahren verfügte man in dem Ort auch über ein Kino.
Vor dem Zweiten Weltkrieg erreichte die Einwohnerzahl Beasleys mit etwa 350 ihren zwischenzeitlichen Höchststand, ab Ende der 1940er-Jahre ging die Einwohnerzahl stark zurück. 1948 fusionierte der Schulbezirk von Beasley mit dem Schulbezirk der Stadt Lamar. Im Jahr 1960 erreichte Beasleys Einwohnerzahl mit knapp 175 ihren Tiefpunkt, seitdem ist die Einwohnerzahl wieder steigend. 1968 lebten in Beasley wieder etwa 275 Einwohner. Zwei Jahre später wurde Beasley als City inkorporiert. 1985 wurde das heute genutzte Gebäude der Grundschule erbaut. Beim United States Census von 2010 hatte Beasley 641 Einwohner.

## Bevölkerung

### Census 2010
Beim Volkszählung im Jahr 2010 hatte Beasley 641 Einwohner, die sich auf 224 Haushalte und 149 Familien verteilten. 67,7 % der Einwohner waren Weiße, 7,0 % Afroamerikaner und 0,3 % Asiaten; 23,7 % der Einwohner waren anderer Abstammung und 1,2 % hatten zwei oder mehr Abstammungen. Hispanics und Latinos jeglicher Abstammung machten 52,1 % der Gesamtbevölkerung aus.
In 47,3 % der Haushalte lebten verheiratete Ehepaare, 15,6 % der Haushalte setzten sich aus alleinstehenden Frauen und 3,6 % aus alleinstehenden Männern zusammen. 38,8 % der Haushalte hatten Kinder unter 18 Jahren, die bei ihnen wohnten und in 28,1 % der Haushalte lebten Senioren über 65 Jahre.
Das Medianalter lag in Beasley im Jahr 2010 bei 32,4 Jahren. 29,5 % der Einwohner waren jünger als 18 Jahre, 9,2 % waren zwischen 18 und 24, 27,3 % zwischen 25 und 44, 21,7 % zwischen 45 und 64 und 12,3 % der Einwohner waren 65 Jahre oder älter. 49,5 % der Einwohner waren männlich und 50,5 % weiblich.

### Census 2000
Beim United States Census 2000 lebten in Beasley 590 Einwohner in 216 Haushalten und 155 Familien. 77,97 % der Einwohner waren Weiße, 6,61 % Afroamerikaner und 15,42 % anderer oder mehrerer Abstammungen. Zum Zeitpunkt der Volkszählung betrug das Medianeinkommen eines Haushaltes in Beasley 35.000 US-Dollar und das einer Familie 47.625 US-Dollar. Das durchschnittliche Pro-Kopf-Einkommen lag bei 14.984 US-Dollar. 16,2 % der Einwohner von Beasley lebten unterhalb der Armutsgrenze, darunter 18,9 % der minderjährigen Bevölkerung und 24,1 % der Einwohner über 65 Jahren.

## Bildung
Bereits seit Anfang des 20. Jahrhunderts gab es in Beasley eine Dorfschule. Im Jahr 1933 wurden im Schulbezirk von Beasley 284 Schüler unterrichtet. Nach dem starken Bevölkerungsrückgang und dem sinkenden Bedarf an Schulen in der Region fusionierten die Schulbezirke von Beasley und Lamar im Jahr 1948 und bilden heute den Lamar Consolidated Independent School District mit Hauptsitz in Rosenberg, der große Teile des Fort Bend County umfasst. Schüler in Beasley besuchen heute eine der folgenden Schulen:
- Beasley Elementary School, 377 Schüler im Jahr 2020[4]
- Navarro Middle School
- George Junior High School
- B. F. Terry High School, 2084 Schüler im Jahr 2017

Lediglich die Beasley Elementary School befindet sich in Beasley, alle anderen Schulen liegen im benachbarten Rosenberg.
Öffentliche Gebäude

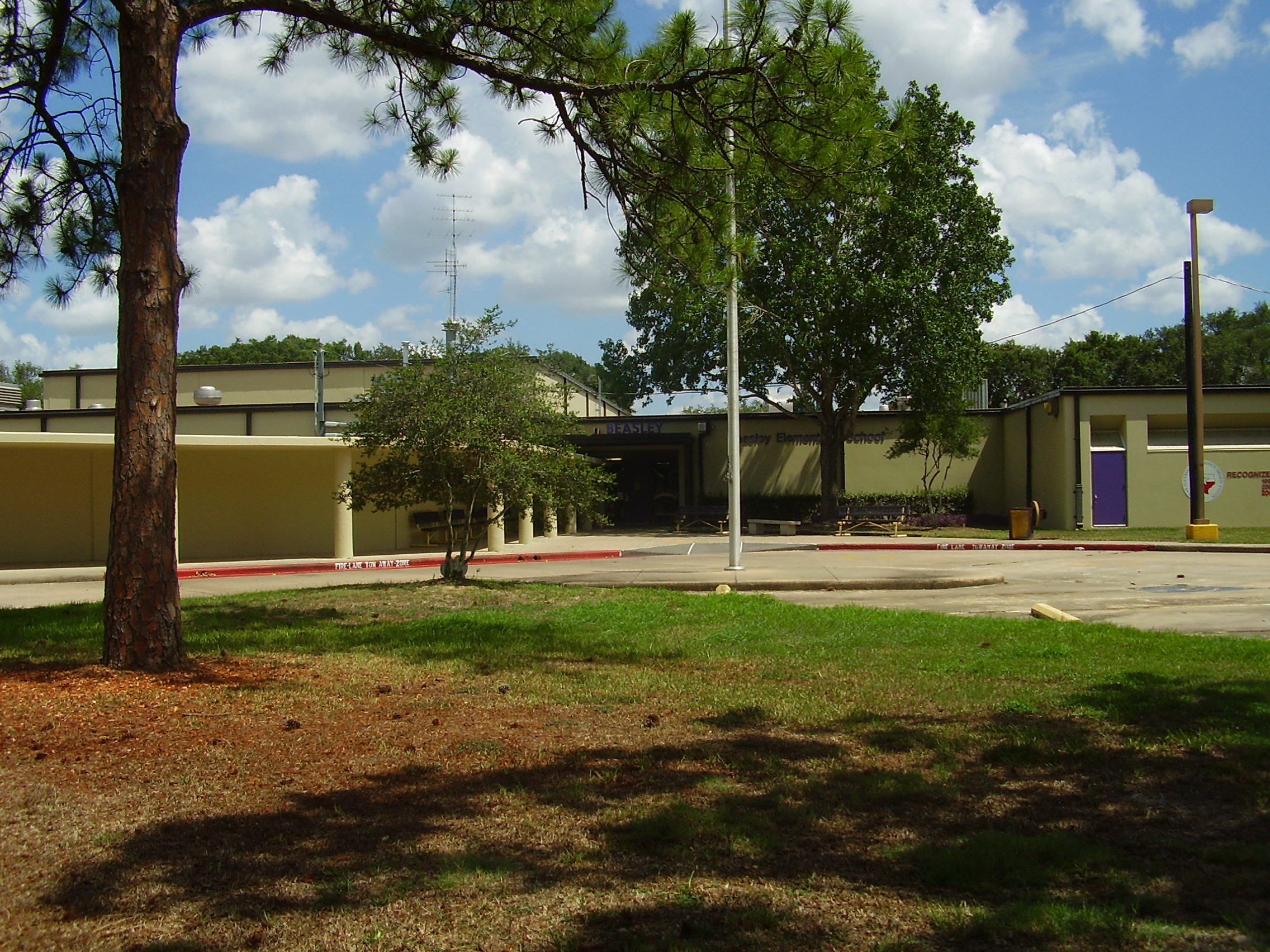
Elementary School
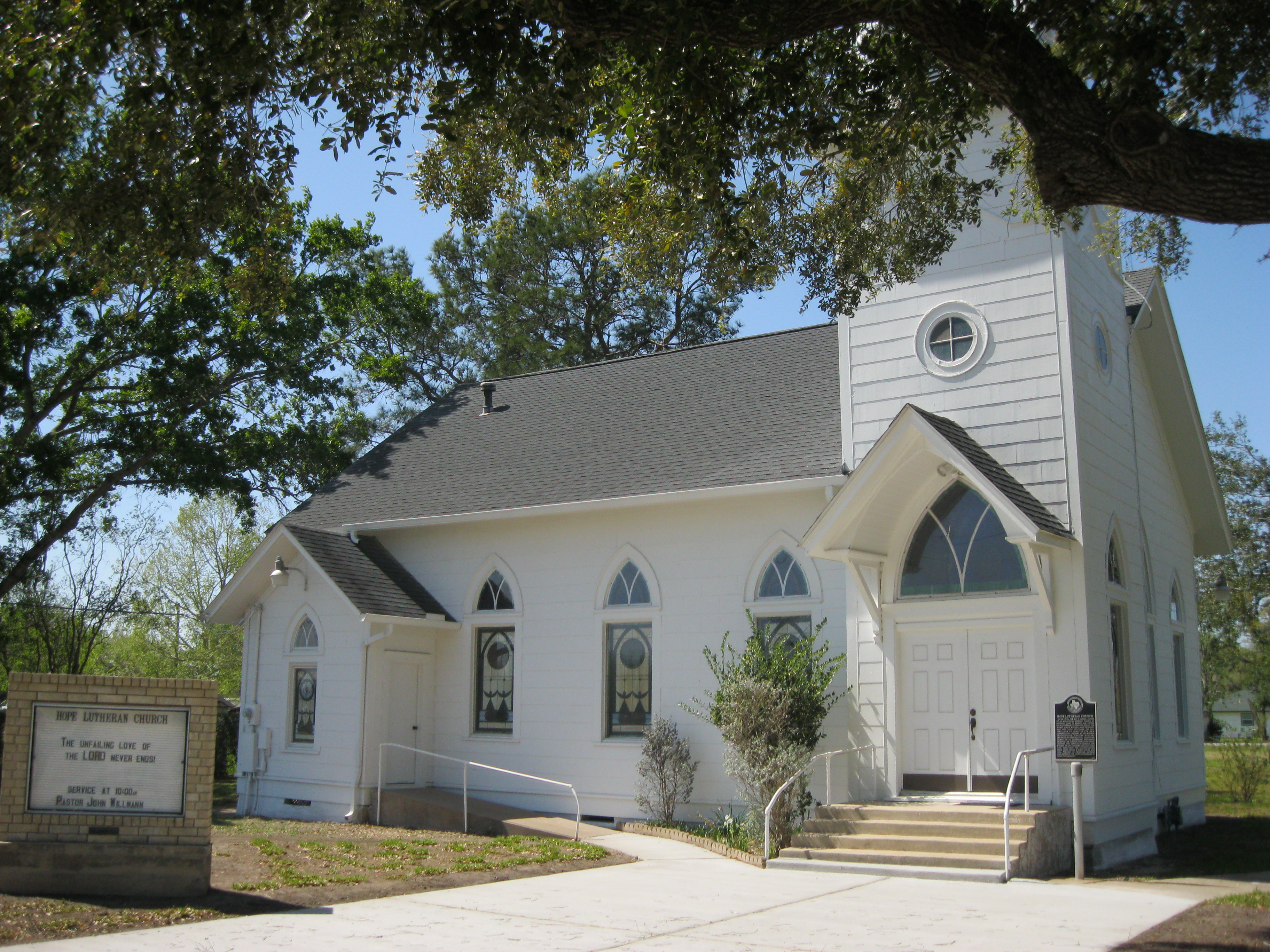
Hope Lutheran Church
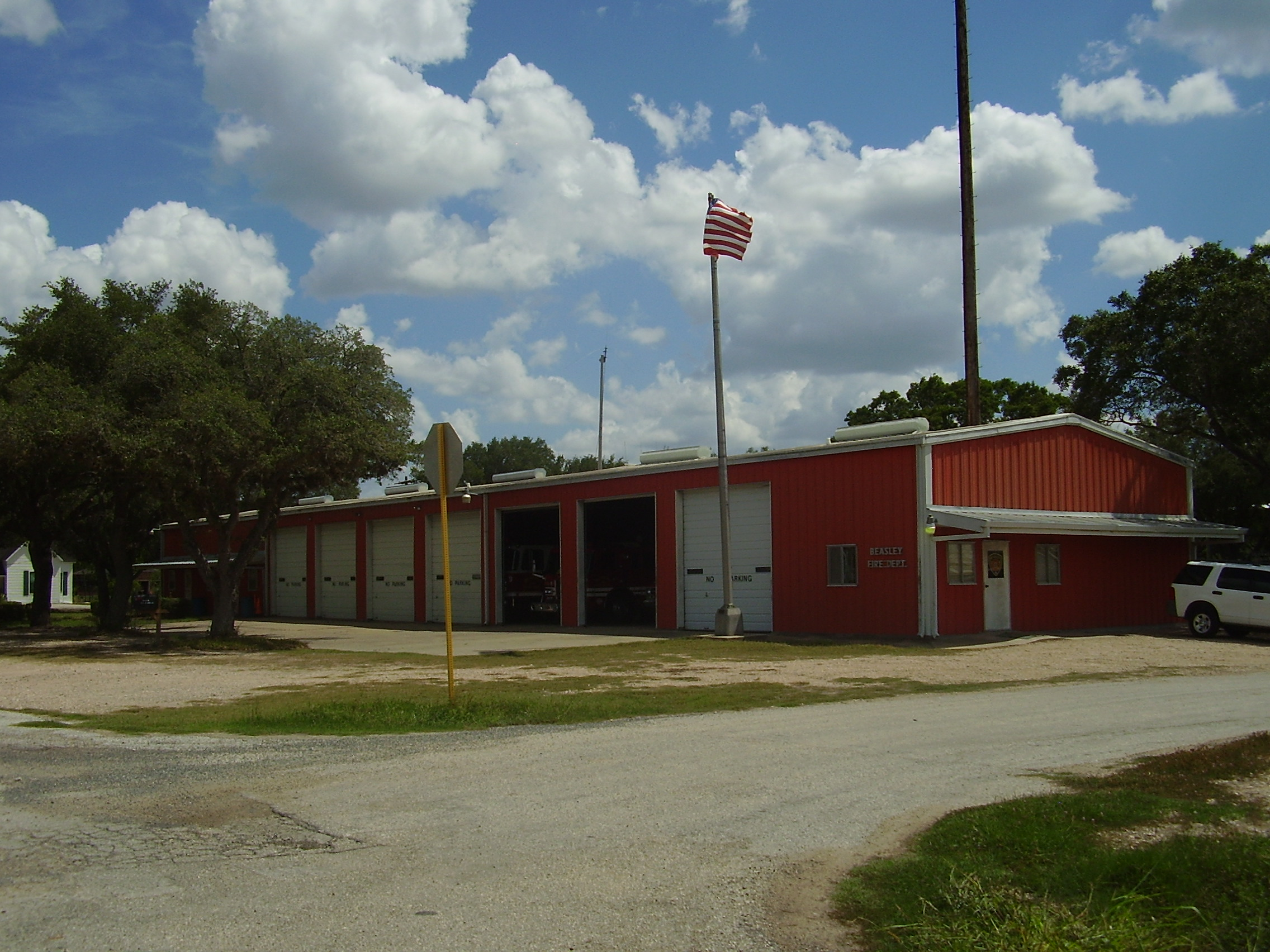
Feuerwehrhaus
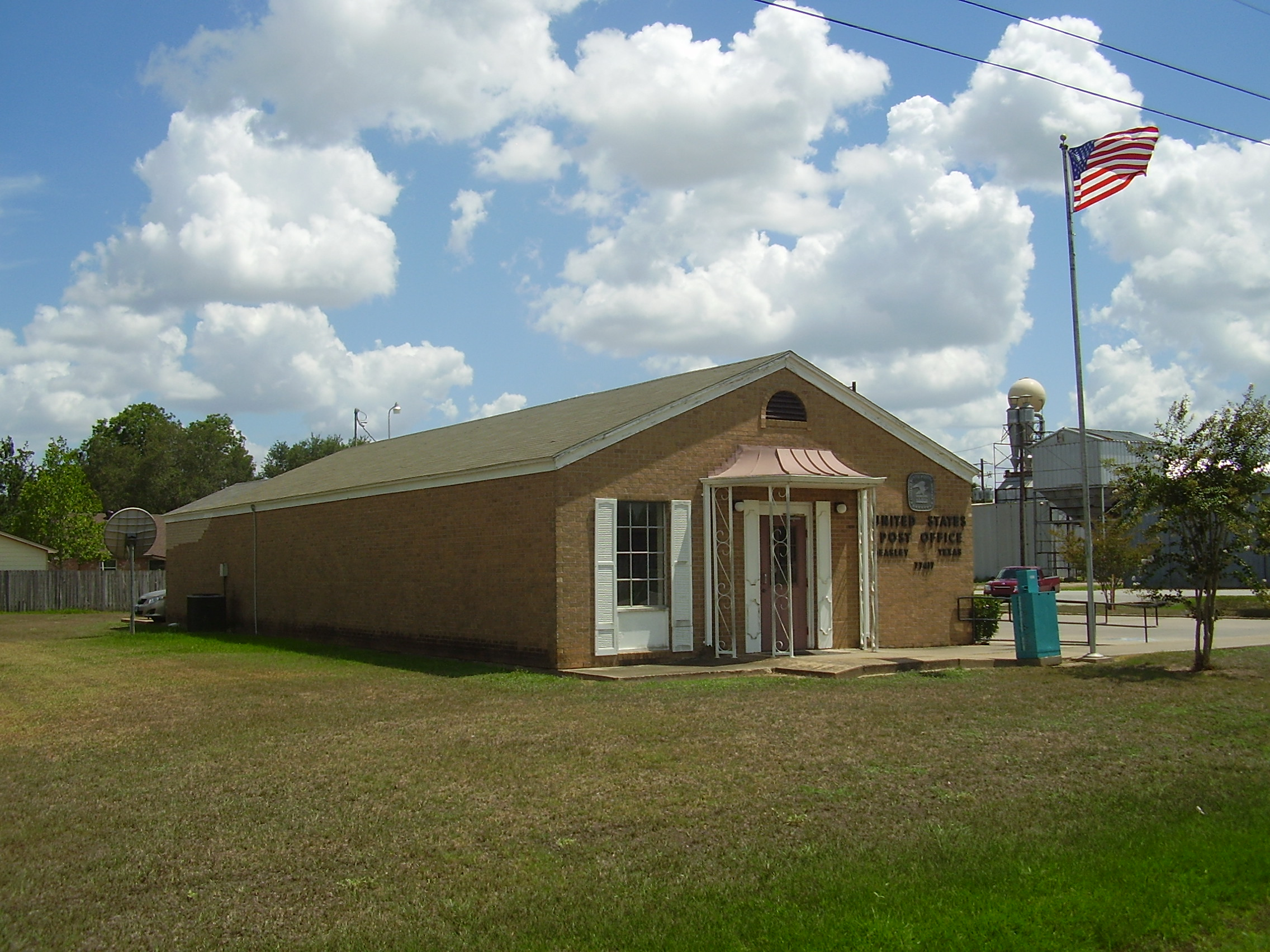
Postamt